# Новооріхівка
Новоорі́хівка — село (до 2007 року — селище) в Україні, у Миргородському районі Полтавської області. Населення становить 1654 особи. Входить до складу Ромоданівської селищної громади.

## Географія
Село Новооріхівка знаходиться за 1,5 км від села Оріхівка (Лубенський район). По селу протікає пересихаючий струмок з загатою. Через село проходить залізниця, станція 185 км.

## Історія
Вважається, що село засноване разом з побудуванням цукрового заводу в 1909 році.
Село засноване українським громадським та політичним діячем, письменником і меценатом, за фахом правником, видавцем, що мав псевдоніми і криптоніми В. Левенко, В. Л-Ко Леонтовичем Володимиром Миколайовичем.
В 2007 році змінено статус з селище на село.

## Політика

### Парламентські вибори, 2019
На позачергових парламентських виборах 2019 року у селі функціонувала окрема виборча дільниця № 530483, розташована у приміщенні школи.
Результати
- зареєстровано 1195 виборців, явка 44,18%, найбільше голосів віддано за «Слугу народу» — 54,95%, за Радикальну партію Олега Ляшка — 8,74%, за Всеукраїнське об'єднання «Батьківщина» — 8,35%.[1] В одномандатному окрузі найбільше голосів отримала Анастасія Ляшенко (Слуга народу) — 22,44%, за Віталія Мірошниченка (Радикальна партія Олега Ляшка) — 15,47%, за Фахраддіна Мухтарова (самовисування) — 13,93%[2].

## Економіка
- «Цукор-Інвест», ВАТ (Оріхівський цукровий завод).
- Сільськогосподарське ВАТ «Оріхівське бурякогосподарство».

## Населення
Згідно з переписом УРСР 1989 року чисельність наявного населення селища становила 1790 осіб, з яких 834 чоловіки та 956 жінок.
За переписом населення України 2001 року в селі мешкало 1636 осіб.

### Мова
Розподіл населення за рідною мовою за даними перепису 2001 року:
| Мова       | Відсоток |
| ---------- | -------- |
| українська | 96,55 %  |
| російська  | 2,06 %   |
| білоруська | 1,03 %   |
| молдовська | 0,12 %   |
| вірменська | 0,06 %   |

## Об'єкти соціальної сфери
- Школа.

## Відомі люди

### Народились
- Лелеченко Олександр Григорович — ліквідатор аварії на Чорнобильській АЕС. Заступник начальника електричного цеху Чорнобильської АЕС. Герой України.